# Associazione Calcio Treviso 1937-1938
Questa voce raccoglie le informazioni riguardanti l'Associazione Calcio Treviso nelle competizioni ufficiali della stagione 1937-1938.

## Stagione
Nella stagione 1936-1937 si cambia presidente, e il successore di Sigfrido Buosi è il geometra Mario Capra, mentre è confermato nel ruolo di allenatore l'ungherese Emerich Hermann.
Il Treviso si conferma nella parte alta della classifica di Serie C, vinta dalla SPAL (che il Treviso batte al Tenni per 1-0 con una rete allo scadere di Visentin su rigore) con 45 punti, staccando di 5 punti il Vicenza, secondo, di 6 la Ponziana, terzo, e di 7 il Treviso, quarto.
In cattedra sale sempre Umberto Visentin III, che segna 15 gol in 21 partite.
Visentin III è anche capitano della squadra, assieme a Bruno Bozzolo e Gino De Biasi, portiere che disputa tutte e 30 le partite di questa stagione.
Non fa più notizia la toccata e fuga del Treviso in Coppa Italia, vista l'eliminazione sempre alla prima partita questa volta ad opera del Vicenza che vince per 2-0.

## Rosa
| N. |                   | Ruolo | Calciatore          |
| -- | ----------------- | ----- | ------------------- |
|    | Italia (bandiera) | D     | Mario Barbon        |
|    | Italia (bandiera) | D     | Dino Barluzzi       |
|    | Italia (bandiera) | D     | Cesare Benedetti    |
|    | Italia (bandiera) | A     | Artemio Berro       |
|    | Italia (bandiera) | A     | Bruno Bozzolo       |
|    | Italia (bandiera) | A     | Bruno Chiara        |
|    | Italia (bandiera) | C     | Ferdinando Corazzin |
|    | Italia (bandiera) | P     | Gino De Biasi       |
|    | Italia (bandiera) |       | Mario Donati        |

| N. |                   | Ruolo | Calciatore         |
| -- | ----------------- | ----- | ------------------ |
|    | Italia (bandiera) |       | Mario Jenco        |
|    | Italia (bandiera) | C     | Girolamo Lovato    |
|    | Italia (bandiera) | D     | Romeo Maran        |
|    | Italia (bandiera) | C     | Carlo Marcuzzo     |
|    | Italia (bandiera) | D     | Carlo Pedretti     |
|    | Italia (bandiera) | C     | Giuseppe Vergani   |
|    | Italia (bandiera) | D     | Luigi Villa        |
|    | Italia (bandiera) | A     | Umberto Visentin   |
|    | Italia (bandiera) | A     | Giuseppe Zanotelli |

## Statistiche di squadra
| Competizione | Punti | In casa | In casa | In casa | In casa | In casa | In casa | In trasferta | In trasferta | In trasferta | In trasferta | In trasferta | In trasferta | Totale | Totale | Totale | Totale | Totale | Totale | DR  |
| Competizione | Punti | G       | V       | N       | P       | Gf      | Gs      | G            | V            | N            | P            | Gf           | Gs           | G      | V      | N      | P      | Gf     | Gs     | DR  |
| ------------ | ----- | ------- | ------- | ------- | ------- | ------- | ------- | ------------ | ------------ | ------------ | ------------ | ------------ | ------------ | ------ | ------ | ------ | ------ | ------ | ------ | --- |
| Serie C      | 38    | ?       | ?       | ?       | ?       | ?       | ?       | ?            | ?            | ?            | ?            | ?            | ?            | 30     | 14     | 10     | 6      | 59     | 24     | +35 |
| Coppa Italia |       | 0       | 0       | 0       | 0       | 0       | 0       | 1            | 0            | 0            | 1            | 0            | 2            | 1      | 0      | 0      | 1      | 0      | 2      | -2  |
| Totale       |       | ?       | ?       | ?       | ?       | ?       | ?       | ?            | ?            | ?            | ?            | ?            | ?            | 31     | 14     | 10     | 7      | 59     | 26     | +33 |